# Niederried bei Interlaken
Niederried bei Interlaken ist eine politische Gemeinde im Verwaltungskreis Interlaken-Oberhasli des Kantons Bern in der Schweiz.

## Ortsname
Der Name «Ried» kann auf zwei Arten gedeutet werden: aus dem althochdeutschen riod, reoth (Rodung) oder aus dem schweizerdeutschen Ried (mit Schilf und Sumpfgras bewachsenes Land). Für Niederried und Oberried am Brienzersee ist allerdings festzuhalten, dass diese Dörfer am steilen, sonnseitigen und trockenen Abhang des Riedergrates liegen. Hoch am Harder-, Rieder- und Brienzergrat finden sich zudem mehrere Fluren namens «Ried»: Ried im Ringgenberger Berg, Rieden nördlich oberhalb von Niederried, Rieden oberhalb des Dorfes Oberried sowie Gäldried, eine Station an der Rothornbahn. Diese Ried können sicher nicht mit Schilf in Zusammenhang gebracht werden, sondern viel eher mit «riod, reoth» Rodung. Dies deutet die am Brienzersee verwendete Bedeutung von «Ried» wohl eindeutig an. Damit wurde Niederried am Brienzersee mit grösster Wahrscheinlichkeit einst von den Alemannen in einer unteren und Oberried am Brienzersee in einer oberen Waldlichtung gegründet. Bei den vielen zum Hausbau geeigneten trockenen Fluren der Dörfer am Brienzersee wird es den Siedlern kein Anliegen gewesen sein, ihre Dorfgemeinschaften nach den hier äusserst seltenen flachen und damit sumpfigen und für sie unnützen Mösern zu benennen.
In Niederried wurden beim Bau der Brienzerseebahn (1913 bis 1915) neolithische Steinkistengräber mit Skeletten in Hockerstellung gefunden.
Erste Erwähnung eines Ortes namens Nidirriet: 15. April 1303. Bei einem Streit zwischen den Herren von Ringgenberg und den Mönchen um Wald zwischen Iseltwald und Bönigen wurde unter anderen erwähnt: «Werner genannt im Buole, wohnhaft in Nidirriet».

## Geographie

Luftbild von Werner Friedli (1956)

Niederried bei Interlaken liegt im Berner Oberland am Nordufer des Brienzersees. Die Nachbargemeinden von Norden beginnend im Uhrzeigersinn sind Habkern, Oberried am Brienzersee und Ringgenberg. Höchster Gipfel ist der Suggiture (2085 m ü. M.) an der nördlichen Gemeindegrenze. Der tiefste Punkt ist der Brienzersee mit 564 m

## Politik
Gemeindepräsident der Einwohnergemeinde ist Daniel Studer (Stand 2025). Neben der Einwohnergemeinde existiert unter diesem Namen auch eine Burgergemeinde.

## Bevölkerung
| Bevölkerungsentwicklung | Bevölkerungsentwicklung | Bevölkerungsentwicklung | Bevölkerungsentwicklung | Bevölkerungsentwicklung | Bevölkerungsentwicklung | Bevölkerungsentwicklung | Bevölkerungsentwicklung |
| ----------------------- | ----------------------- | ----------------------- | ----------------------- | ----------------------- | ----------------------- | ----------------------- | ----------------------- |
| Jahr                    | 1764                    | 1850                    | 1880                    | 1900                    | 1930                    | 1950                    | 1960                    |
| Einwohner               | 107                     | 194                     | 179                     | 181                     | 261                     | 273                     | 264                     |
|                         |                         |                         |                         |                         |                         |                         |                         |
| Jahr                    | 1970                    | 1980                    | 1990                    | 2000                    | 2010                    | 2019                    | 2023                    |
| Einwohner               | 254                     | 266                     | 355                     | 342                     | 332                     | 365                     | 375                     |

## Belege
1. ↑  Generalisierte Grenzen 2024. Bei späteren Gemeindefusionen Höhenbereich aufgrund Stand 1. Januar 2024 zusammengefasst. Abruf am 22. August 2024.
2. ↑  Generalisierte Grenzen 2024. Bei späteren Gemeindefusionen Flächen aufgrund Stand 1. Januar 2024 zusammengefasst. Abruf am 22. August 2024.
3. ↑  Ständige Wohnbevölkerung nach Staatsangehörigkeitskategorie, Geschlecht und Gemeinde, definitive Jahresergebnisse, 2023. Bei späteren Gemeindefusionen Einwohnerzahlen aufgrund Stand 2024 zusammengefasst. Abruf am 22. August 2024
4. ↑  Ständige Wohnbevölkerung nach Staatsangehörigkeitskategorie, Geschlecht und Gemeinde, definitive Jahresergebnisse, 2023. Bei späteren Gemeindefusionen Einwohnerzahlen aufgrund Stand 2024 zusammengefasst. Abruf am 22. August 2024
5. ↑  700 Jahre Oberried. Geschichte einer Brienzerseegemeinde. Schlaefli und Maurer AG, Interlaken, ISBN 3-85884-018-1, S. 14.
6. ↑  Richard Perren-Zurflüh: Spuren aus dunkler Vergangenheit (Memento vom 16. November 2019 im Internet Archive). In: Heimatbuch Brienz. Ausgabe 2011, S. 65 (PDF; 13,9 MB).
7. ↑  Fontes Rerum Bernensium. Band IV, Nr. 117, und 700 Jahre Oberried. ISBN 3-85884-018-1.